# Interação
A Interação (AO 1945: Interacção) é um tipo de ação que ocorre entre duas ou mais entidades quando a ação de uma delas provoca uma reação da outra ou das restantes. Por oposição à unidirecionalidade do conceito de causalidade, a subjacente bidirecionalidade ou mesmo interatividade é essencial no conceito de Interação.
O conceito de Interação engloba diversos valores semânticos especificos para diferentes áreas do conhecimento:

## Física
- As quatro interações fundamentais a saber:
  - a interação gravitacional,
  - a interação electromagnética,
  - a interação nuclear forte e
  - a interação nuclear fraca;
- outras interações entre partículas, como:
  - a interação de intercâmbio magnético entre electrões desemparelhados relativamente próximos,
  - a interação electrofraca, teoria que unifica a interação fraca e o electromagnetismo,
  - a interação Yukawa entre um campo escalar e um campo de Dirac;
  - a interação de configurações, método para resolver a equação de Schrödinger no quadro da relatividade,
  - a interação plasma-parede, consequência do contato do plasma com um corpo sólido,
  - a interação electrostática,
  - a interação ferromagnética,
- outros tipos de interação magnética.

## Astronomia
- a interação de galáxias, perturbação mútua entre galáxias por ação da gravidade.

## Climatologia
- a interação Fujiwara entre dois vórtices ciclónicos.

## Biologia
- a interação biológica dos seres vivos entre sí ou com o seu meio ambiente.

## Bioquímica
- as interações proteína-proteína,
- a interação alostérica, uma mudança estrutural das proteínas.

## Estatística
- a interação é um termo de um modelo estatístico em que o efeito de duas ou mais variáveis não é simplesmente aditivo.

## Genética
- os diferentes tipos de interação caracterizadores da forma como a combinação de duas mutações afetam o fenótipo:
  - a interação não-interativa,
  - a interação sintética,
  - a interação assintética,
  - a interação supressiva
  - a interação epistática
  - a interação condicional
  - a interação aditiva,
  - a interação uninonmonotónica,
  - a interação binonmonotónica,

## Imunologia
- a interação antígeno-anticorpo, que determina a capacidade imunológica de combater um organismo estranho, patogênico ou não.

## Informática
- a Interação humano-computador.

## Matemática
- a interação lógica utilizada na analise de dados e em modelos de regressão multipla.

## Medicina e Farmacologia
- as interações farmacológicas correspondente à alteração do efeito de um fármaco por ação de outro.
  - a interação farmacodinâmica que envolve as ações de duas drogas uma sobre a outra.
  - a interação farmacocinética que envolve a absorção, distribuição, metabolismo e excreção de uma ou mais das drogas que interagiram umas sobre as outras.

## Química
- os diferentes tipos de interações intermoleculares
  - a interação de van der Waals, força entre moléculas ou suas partes;
  - a interação agóstica de um metal de transição con uma ligação C-H;
  - a interação catião-π entre a face de um sistema pi e um catião;
  - a interação ião-dipolo;
  - a interação dipolo-dipolo.

## Sociologia
- a interação social, influência da sociedade no indivíduo;
- a interação simbólica, uma das correntes de pensamento microssociológico;
- a interação cultural, conceito histórico sobre as alterações socioeconómicas.